# Marie Belloc Lowndes
Marie Belloc Lowndes, född Belloc den 5 augusti 1868 i Marylebone i London, död 14 november 1947 i Eversley Cross i norra Hampshire, var en fransk-brittisk författarinna och journalist. 
Efter sin födelse i London tillbringade hon sina första år i La Celle-Saint-Cloud i Frankrike med en fransk far och engelsk mor. Efter faderns död 1872 flyttade familjen till London. Marie Belloc växte upp med både engelsk och fransk litteratur och började skriva som 16-åring. Hon skrev över 40 romaner varav de flesta är kriminalromaner, ofta inspirerade av verkliga fall. Hon skrev även historiska romaner. Hennes kändaste roman är Hämnaren från 1913, som handlar om en kvinna som upptäcker att hennes hyresgäst är Jack Uppskäraren. Boken har filmatiserats flera gånger, första gången 1927 i regi av Alfred Hitchcock med titeln The Lodger: A Story of the London Fog.
Hon gifte sig 1896 med journalisten Frederic Sawry Lowndes och fick tre barn. Hon var syster till historikern och författaren Hilaire Belloc.